# 夏曽佑
夏 曽佑（か そうゆう）(1863年(清同治2年)10月～1923年(民国12年)3月15日)は、清末民初の学者。仏教研究と歴史研究に成果を上げた。字は「穂卿」、号は「別士」または「砕仏」。

## 経歴
清同治2年(1863年)、浙江省杭州府生まれ。清朝光緒十六年（1890年）に進士となった。梁啓超・譚嗣同・厳復らと親しく、維新活動に身を捧げた。梁啓超は彼のことを「晩清思想界の革命的先駆者」と称賛した。夏曽佑は「孫仲容を敬し、章枚叔を畏れ、厳幾道を友とする」と語っている。戊戌の変法の失敗後は安徽省祁門県の知事となったが、母親の死去に際して喪に服すため下野した。以後、古代の歴史研究に没頭する。
50歳以降、書物を捨てて見ることがなくなった。夏曽佑いわく「天下に読むべき本はなく、語るべき人はいない」とのことであった。辛亥革命後は北洋政府教育部の社会教育に携わる部門の長に就き、その後、北京図書館（後の中国国家図書館）の館長を務めた。1924年に亡くなった。後世に伝わる著作は多くはないが、『中国古代史』などがある。

## 家族・親族
- 息子：夏元瑜は動物学者。